# Dăeni
Dăeni község Tulcea megyében, Dobrudzsában, Romániában.

## Fekvése
A település az ország délkeleti részén található, a megyeszékhelytől, Tulcsától hetvenhét kilométerre délnyugatra, a Duna Măcin-ágának jobb partján.

## Története
Régi török neve Daya-Kariyesi vagy Daya-Kasabasi. Első írásos említése 1603-ból való.

## Lakossága
A nemzetiségi megoszlás a következő:
| 2002     | 2002 | 2002    |
| -------- | ---- | ------- |
| Románok  | 2537 | 100,00% |
| Összesen | 2537 | 100,0%  |